# Ascelis praemollis
Ascelis praemollis är en insektsart som beskrevs av Schrader 1863. Ascelis praemollis ingår i släktet Ascelis och familjen filtsköldlöss. Inga underarter finns listade i Catalogue of Life.